# 1759 en philosophie
Chronologie de la philosophie
- 1755
- 1756
- 1757
- 1758
- 1759
- 1760
- 1761
- 1762
- 1763

L’année 1759 a été marquée, en philosophie, par les événements suivants :

## Publications
- David Hume : A Dissertation of the passions Amsterdam, Schneider, 1759 - tr.fr. Dissertation sur les passions

## Naissances
- 27 avril à Spitalfields, un quartier du Grand Londres : Mary Wollstonecraft ('wʊlstənkrɑːft),  morte le 10 septembre 1797 à Londres, est une maîtresse d'école, femme de lettres, philosophe et féministe anglaise.

- 4 octobre à Nuremberg : Johann Philipp Siebenkees (mort le 25 juin 1796) est un philosophe allemand du XVIIIe siècle.

- 22 octobre : Thomas Cooper (décédé le 11 mai 1839) était un philosophe politique, un adepte du courant matérialiste et un professeur américain. Bien qu'il ne soit pas très connu au XXIe siècle, ses idées pesèrent dans la vie politique de l'époque. Plusieurs critiques du courant matérialiste se sont penchés sur ses écrits au XVIIIe siècle, et le prirent à partie bien plus qu'à l'encontre du célèbre Joseph Priestley.